# Bill Gekas
Bill Gekas (* 1973 in Melbourne) ist ein australischer Fotograf, der sich auf die bildenden Künste und Porträtfotografie spezialisiert hat.
Er ist seit 2000 verheiratet. Die gemeinsame Tochter Athena ist Mittelpunkt vieler seiner Fotografien.

## Leben und Werk
Bill Gekas kommt ursprünglich aus der IT-Branche und startete in die Fotografie als reiner Autodidakt. Im Jahr 2010 begann er ein Projekt, das seine Tochter in Szenen zeigte, die den Gemälden alter Meister nachempfunden waren. Drei Jahre später fanden die Fotografien Anerkennung und wurden fortan weltweit in etlichen Magazinen, Zeitungen und anderen Medienformaten publiziert. Bill Gekas bezeichnet das Projekt als fortlaufend und veröffentlicht regelmäßig neue Szenen.

## Berühmteste Veröffentlichung
"Pleiadian", April 2012

## Ausstellungen
- Kuala Lumpur International Photo Awards 2011–2015 KL, Malaysia (Group finalist exhibition)[6]
- National Photographic Portrait Prize 2015, Canberra, Australia (Group finalist exhibition)[7]
- AddOn 2012–2014, Sydney, Australia (Group Exhibition)
- Fremantle Portrait Prize, Fremantle, Western Australia (Group finalist exhibition)

## Auszeichnungen
- National Photographic Portrait Price 2015 (finalist)
- International Loupe Awards 2013 (1st place portrait)[8]
- Kuala Lumpur International Photo Awards (finalist years - 2011, 2012, 2013, 2014, 2015)
- PX3 Prix De La Photographie Paris, 2014. (Gold Award)[9]